# Mario Lodi
Mario Lodi (Piadena, 17 febbraio 1922 – Drizzona, 2 marzo 2014) è stato un insegnante, pedagogista e scrittore italiano.
Le sue metodologie educative furono inizialmente ispirate da quelle di Célestin Freinet, seguendo un indirizzo che lo fece diventare esponente del Movimento di cooperazione educativa.
La vita di Mario Lodi ha interpretato culturalmente la ricostruzione dell'Italia sulla pedagogia e sul mondo della scuola e dei bambini attraverso un impegno concreto e quotidiano. In questo contatto quotidiano con i bambini, con la loro osservazione partecipe, Lodi ha ridisegnato il valore educativo della scuola, cambiandone aspetti e metodologie.

## Biografia

### Insegnamento e attività culturali
Si diploma maestro all'Istituto magistrale di Cremona nel 1940. Da studente si ribella alle manifestazioni per la guerra organizzate dai fascisti: da quel "no" verrà la presa di coscienza che lo porterà poi, dopo la fine della seconda guerra mondiale, all'impegno pedagogico per una scuola nuova in una società democratica. Durante la guerra subisce il carcere per motivi politici e nel 1945, dopo la Liberazione, aderisce a Piadena alla sezione del Fronte della gioventù per l'indipendenza nazionale e per la libertà e organizza le prime attività libere: un giornale aperto a tutti, il teatro, le mostre dell'artigianato locale, una scuola professionale gestita con docenti volontari.
Nel 1948 è nominato maestro di ruolo a San Giovanni in Croce, dove scopre le capacità creative dei bambini e la sua incapacità di maestro, formato dall'Istituto magistrale, a svilupparle e organizzarle nel lavoro scolastico con una metodologia coerente. Comincia un periodo di esperienze, incontri, dibattiti, seminari nel Movimento di Cooperazione Educativa, che ogni anno, nel convegno nazionale, si traducevano in una sintesi pedagogica. Nasceva così, con l'introduzione critica nella scuola italiana delle tecniche del pedagogista francese Celestin Freinet, un'impostazione pedagogica nuova e alternativa alla scuola trasmissiva di nozioni: il testo libero, il calcolo vivente, le attività espressive (pittura, teatro, danza, ecc.), la ricerca sul campo, la corrispondenza interscolastica, la stampa a scuola, la scrittura individuale di storie e di veri e propri libri (come Cipì).
Era un'impostazione che, insieme a quella dei bambini, liberava e formava la cultura del maestro. Parallelamente si dedica ad attività extrascolastiche, come la Biblioteca Popolare della Cooperativa di Consumo nella quale introduce la tecnica della stampa e pubblica i Quaderni di Piadena, documenti sulla ricerca sui vari problemi sociali realizzati dagli stessi giovani soci. All'interno della Biblioteca Popolare, nel 1957, si costituisce il Gruppo Padano per la ricerca dei documenti dell'espressività popolare in ogni sua forma tra i quali i canti popolari e i burattini. Il Gruppo Padano parteciperà poi a spettacoli a livello nazionale come Bella Ciao di Crivelli (presentato al festival di Spoleto nel 1967) e Ci ragiono e canto di Dario Fo.
Nel 1956 ottiene il trasferimento alla scuola elementare di Vho, suo paese natale. Qui, in ventidue anni di insegnamento, realizza molti libri: alcuni, scritti insieme ai suoi alunni, di fiabe e racconti (Bandiera, Cipì, La mongolfiera, ecc.), altri che documentano le sue esperienze pedagogiche: C'è speranza se questo accade al Vho (1963), Il paese sbagliato (Premio Viareggio 1971, sezione Opera prima saggistica), Cominciare dal bambino (1977) e La scuola e i diritti del bambino (1983). Nel Pioniere dell'Unità furono pubblicati tre suoi racconti: "Pesce vivo pesce morto, Il lupo della prateria e Lo spaventapasseri,"  Dal 1970, per dieci anni, dirige il gruppo di ricerca della Biblioteca di Lavoro che produce 127 libretti di letture, guide e documenti.   

### Dopo il pensionamento
Da questo periodo diventa il punto di riferimento di tanti maestri di scuola elementare: da tutta Italia gli scrivono, lo invitano a convegni e dibattiti, i giovani insegnanti si ispirano al suo metodo didattico ed educativo. Nel 1978 va in pensione e inizia altre attività nel campo educativo: per tre anni dirige a Piadena la  Scuola della creatività nell'ambito di un progetto della Regione in cui i bambini dai 3 ai 14 anni e gli adulti sperimentano le più diverse tecniche creative. Nel 1980, con un'indagine sul territorio nazionale, raccoglie e classifica 5000 fiabe inventate dai bambini, documentando così che la creatività infantile, nonostante l'avvento della televisione, è ancora viva se i bambini si trovano nelle condizioni di esercitarla e svilupparla.
Sulla spinta di questa indagine nasce nel 1983 A&B, un giornale interamente scritto e illustrato dai bambini in quanto cittadini che hanno il diritto costituzionale di esprimersi e di comunicare. Dal 1988 A&B diventa Il giornale dei bambini. 
Nel 1988, su richiesta di vari Comuni, insieme al gruppo redazionale di A&B riscrive la Costituzione Italiana in forma adatta ai bambini. Nello stesso anno in Piadena costituisce il Gruppo artisti piadenesi, con il fine di valorizzare le capacità creative di giovani e anziani nei vari campi per mezzo di mostre e pubblicazioni.
Con i proventi del premio internazionale LEGO, ricevuto nel 1989, fonda in una cascina a Drizzona, vicino a Piadena, dove Lodi si trasferisce, la Casa delle Arti e del Gioco, della cui cooperativa è presidente: un laboratorio dove si sperimentano, con la guida di esperti, tutti i linguaggi dell'uomo. Nella stessa sede sorge un Centro di Studi e Ricerche sulla cultura del bambino e una Pinacoteca dell'età evolutiva. Nel 1992 viene realizzata, in collaborazione con la Galleria Gottardo di Lugano, la mostra L'arte del bambino, esposta in numerose città, che dimostra quali alti livelli espressivi può raggiungere il linguaggio grafico autonomo.
Dai primi scarabocchi fino alla scoperta dell'astrattismo, le opere raccolte sono documenti della cultura del bambino spesso ignorate o distrutte dagli adulti. Negli anni successivi la Casa delle Arti e del Gioco pubblica 67 libretti di racconti, favole, poesie di bambini elaborati con il computer che esprimono atteggiamenti e sentimenti positivi come la collaborazione, il rispetto per la natura e per l'uomo, la felicità. Una serie è dedicata a racconti e leggende di bambini extracomunitari. Dal 1994 affronta il problema sociale dell'influenza negativa della televisione sui giovani, prima con il romanzo La TV a capotavola e poi con la campagna "Una firma per cambiare la TV" (oltre 550.000 firme raccolte e consegnate, tramite il Ministero della P.I,. al Capo dello Stato).
In seguito alla raccolta di firme nasce il libro Cara TV con te non ci sto più, scritto in collaborazione con il dottor Alberto Pellai e con la psicologa Vera Slepoj. Pubblica con La Casa delle Arti e del Gioco Alberi del mio paese (1992) e Rifiuti. La lezione della natura (1996): due libri guida, scritti in collaborazione con G. Maviglia e A. Pallotti, che sono una sintesi operativa di due corsi e uno strumento per l'educazione ambientale, per promuovere una cultura del comportamento responsabile. Dal 1995, per conto dell'Editoriale Scienza, dirige la collana Laboratorio Minimo che ha edito diversi testi guida per i ragazzi e gli educatori che intendono introdurre nella pratica scolastica l'atteggiamento scientifico. Nel 1998 cura, insieme alla figlia Cosetta, una nuova mostra di pitture di bambini dal titolo Alberi ed il relativo catalogo.
In collegamento alla mostra conduce i laboratori di educazione ambientale per i bambini e per gli operatori scolastici. Uno degli strumenti utilizzati è il libro-bianco Io e la natura (1999), che invita i bambini dai tre anni in su, con la guida di maestri, genitori e nonni, ad osservare direttamente l'ambiente naturale più vicino, conoscere il nome e il comportamento degli esseri viventi e disegnarli sulle pagine bianche del libro. Si vogliono così gettare le fondamenta di una cultura ambientale e aiutare i bambini a staccare lo sguardo passivo dal televisore.

### Ultimi anni
Una delle attività della Casa della Arti e del Gioco, è la ricerca sui linguaggi multimediali, con un gruppo di lavoro di cui Mario Lodi è animatore, che si propone l'individuazione di opere di qualità, la loro presentazione critica nelle scuole e l'uso della telecamera da parte dei bambini per realizzare film. Negli ultimi anni della sua vita, con una scelta radicale, abbandonò la televisione, di cui criticava la bassa qualità determinata dalla logica dell'auditel, per circondarsi invece di persone vive, creative, che pensano e coltivano interessi culturali.
Documentò questo mondo reale, contrapposto al mondo virtuale televisivo, in forma di diario. Negli ultimi tempi, inoltre, Mario Lodi tenne, con bambini delle scuole elementari, medie e con allievi dell'Istituto Magistrale, corrispondenze scritte che, dal settembre 1999, sono pubblicate nella rivista "La Vita Scolastica". Nel 1999, in collaborazione con Editoriale Scienza e il Centro Gioco Natura Creatività "La lucertola" di Ravenna ha realizzato, con la consulenza di G. Maviglia, la mostra itinerante La scienza in altalena. Si tratta di una mostra di giocattoli "scientifici" costruiti dai bambini elaborando leggi fisiche.
Nel giugno 1999 ha pubblicato I bambini della cascina, premio Penne 1999: è la rievocazione della vita dei bambini e delle loro famiglie in una grande cascina padana, dal 1926 fino allo scoppio della seconda guerra mondiale. Nell'ottobre 1999 è stato inaugurato a Cremona il Museo della città sottosopra realizzato dalla Azienda Energetica Municipale e dal Comune di cui Mario Lodi con G. Maviglia ha curato il progetto didattico. Nel giugno 2000 viene nominato dal Ministro della Pubblica Istruzione Tullio De Mauro membro della Commissione ministeriale per il riordino dei cicli scolastici.
Nel settembre 2000, cura, in collaborazione con la figlia Cosetta, la nuova mostra di pittura infantile "I ritratti dei bambini" che viene esposta per la prima volta dal FAI presso la villa Porta Bozzolo a Casalzuigno, in provincia di Varese. Nel novembre 2000 viene edito il libro La città sottosopra, per il sistema museale di Cremona. Dal 29 dicembre 2000 cura la rubrica quotidiana Il giornale dei bambini del quotidiano La Cronaca di Cremona: una pagina di letture e opere d'arte. Nel maggio del 2001 è stato nominato dal Ministero della Pubblica Istruzione membro del consiglio di amministrazione dell'INDIRE (ex biblioteca didattico-pedagogica) che si occupa della documentazione di esperienze realizzate nella scuola italiana, di aggiornamento dei docenti, ricerca e valutazione dei progetti.
Nel novembre 2001 comincia l'esperienza dello scambio di scritti autobiografici con bambini. Il 26 febbraio 2002 è pubblicato il libro A TV spenta. Diario del ritorno nel quale sono ripresi i motivi della critica alla televisione iniziata con la petizione Una firma per cambiare la TV (1994). Insieme al giovane ricercatore Yuri Meda ha prodotto una ricerca sul rapporto tra il potere fascista e la stampa per l'infanzia dal titolo Il Corriere dei Piccoli va alla guerra che si propone anche come ricerca sulla formazione dei bambini attraverso i media oggi e che diventerà una mostra.
Nell'ottobre del 2002 esce Il drago del vulcano e altre storie libro di favole per bambini. Nel novembre del 2004 in occasione dell'inaugurazione della galleria di Arte Moderna di Genova viene pubblicato Il castagno favola di Mario Lodi con illustrazioni di Alfredo Gioventù dedicato al dipinto di Antonio Discovolo. Dopo numerose pubblicazioni e collaborazioni prestigiose nel 2004 viene insignito della onorificenza di Cavaliere di Gran Croce dell'ordine al Merito della Repubblica, in considerazione delle mete conseguite in campo culturale e pedagogico.
Nel novembre 2005 esce il libro Favole di pace, una raccolta di favole per bambini.
Nel marzo 2006 gli viene assegnato il Premio Unicef 2005 Dalla parte dei bambini "per aver dedicato tutta la sua vita ai diritti dei bambini perché avessero la migliore scuola possibile e per aver realizzato la Casa delle Arti e del Gioco" attraverso la quale promuove e valorizza la formazione degli insegnanti e le potenzialità espressive dei bambini.
In ottobre 2006 esce il libro Il cielo che si muove 15 racconti per adulti e bambini.
Nel novembre 2006, esce il libro Il pensiero di Brio con le illustrazioni di Emanuele Luzzati.
Lodi muore il 2 marzo 2014 nella sua casa di Drizzona; negli ultimi dieci giorni di vita le sue condizioni di salute erano gravemente peggiorate. Riposa nel cimitero di Piadena.

## Onorificenze e riconoscimenti
- 1971: Premio Viareggio sezione Opera prima saggistica per Il paese sbagliato[1]
- Gennaio 1989: dall'Università di Bologna la Laurea honoris causa in Pedagogia.
- Novembre 1989: Premio Internazionale LEGO, conferito a "personalità ed enti che abbiano dato un contributo eccezionale al miglioramento della qualità di vita dei bambini".
- Marzo 2006: "Premio Unicef" 2005 Dalla parte dei bambini per aver dedicato tutta la sua vita ai diritti dei bambini perché avessero la migliore scuola possibile e per aver realizzato la "Casa delle Arti e del Gioco" attraverso la quale continua a promuovere e a valorizzare la formazione degli insegnanti e le potenzialità espressive dei bambini.
- Maggio 2006: "Premio Diomedea" della Biblioteca provinciale di Foggia e del Centro Studi Diomede di Castelluccio dei Sauri.

## Opere
- 1957 Il permesso, Gastaldi, Milano
- 1960 Bandiera: drammatizzazione in tre atti, in «Letture drammatiche: teatro delle giovani. Rassegna di lettura teatro cinema radiotelevisione», 11-12, LDC, Torino, pp. 23-43
- 1961 Cipì, Messaggerie del Gallo, Milano
- 1962 I Quaderni di Piadena
- 1963 C'è speranza se questo accade a Vho
- 1968 Il permesso (Tradotta a l'spagnolo il 1983, Ediciones Alfaguara ISBN 84-204-3131-1)
- 1970 Il paese sbagliato: diario di un'esperienza didattica, Einaudi (Premio Viareggio 1971[1])
- 1971 Il corvo
- 1971 Il lupo della prateria
- 1971 La strabomba
- 1971 Nonno Agostino
- 1972 Cipì (edizione Einaudi)
- 1972 Il soldatino del pim pum pà
- 1974 Di Vittorio
- 1974 Gesù oggi
- 1974 Insieme
- 1975 Picasso con A. Gianola
- 1976 L'archeologo
- 1976 Storia di un ergastolano
- 1977 Cominciare dal bambino
- 1977 I pastelli
- 1978 Il mondo (5 voll.+ F. Tonucci, Guida al giornalino di classe)
- 1978 La mongolfiera
- 1978 Dialetto e altre lingue con Tullio De Mauro
- 1979 Dall'alfabeto al libro
- 1979 L'alfabeto
- 1979 Mare mi piaci
- 1979 Lingua e dialetti con T. De Mauro
- 1980 Vecchi mestieri in Valpadana
- 1982 Ciao, teatro!
- 1982 Guida al mestiere di maestro
- 1983 La scuola e i diritti del bambino
- 1985 Bandiera
- 1986 I sentimenti nelle poesie
- 1986 Il maestro (in C. Stajano, La mia professione)
- 1986 La fantasia nelle poesie
- 1986 La natura nelle poesie
- 1986 La pace e la guerra
- 1987 Bambini e cannoni
- 1987 La strega
- 1988 Costituzione e ragazzi
- 1989 Il mistero del cane
- 1989 Stella azzurra
- 1989 Storie di adultibambini
- 1990 Carosello magico
- 1990 Storie di sassi
- 1991 I diritti del bambino, dell'uomo e della natura
- 1991 Il mondo bambino
- 1992 Alberi del mio paese
- 1993 Fiabe dei bambini italiani
- 1993 L'orologio azzurro con A. Pallotti
- 1993 Nel cuore della terra con A. Pallotti
- 1994 La TV a capotavola
- 1996 La busta rossa
- 1996 Rifiuti. La lezione della natura
- 1997 Cara TV con te non ci sto più con A. Pellai e V. Slepoj
- 1998 Alberi
- 1998 I bambini volanti con A. Pallotti
- 1998 Il bambolo con A. Pallotti
- 1998 Il cielo che si muove
- 1999 I bambini della cascina
- 2000 La città sottosopra
- 2002 A TV spenta. Diario del ritorno
- 2002 Il drago del vulcano e altre storie
- 2004 Il castagno
- 2005 Favole di Pace
- 2006 Il cielo che si muove
- 2006 Il pensiero di Brio